# Doug Anderson
Pour les articles homonymes, voir Anderson.
Douglas MacLean Andy Anderson (né le 20 octobre 1927 à Edmonton, dans la province de l'Alberta au Canada - mort le 8 janvier 1998) est un joueur professionnel de hockey de la Ligue nationale de hockey évoluant avec les Canadiens de Montréal de 1952. Il ne joua jamais dans la LNH en saison régulière; il disputa seulement 2 matches de séries pour le CH avant de retourner à la Western Hockey League.

## Trophée
- Coupe Allan avec les Flyers d'Edmonton en 1947-48.

## Transactions
- Le 30 septembre 1942 : il signe avec les Canadiens de Montréal.

- Le 22 novembre 1961 : Échangé aux Buckaroos de Portland (WCHL) avec Doug Macauley par les Cougars de Victoria (LHOu) en retour de Ed Panagabko.